# Antarctothoa dictyota
Antarctothoa dictyota är en mossdjursart som först beskrevs av Hayward 1993.  Antarctothoa dictyota ingår i släktet Antarctothoa och familjen Hippothoidae. Inga underarter finns listade i Catalogue of Life.